# Olenecamptus lumawigi
Olenecamptus lumawigi es una especie de escarabajo longicornio del género Olenecamptus, categorizada en la tribu Dorcaschematini, de la subfamilia Lamiinae. Fue descrita por Breuning en 1980.

## Descripción
Mide 16 mm de longitud.

## Distribución
Se distribuye por Filipinas.